# Großer Brand von London

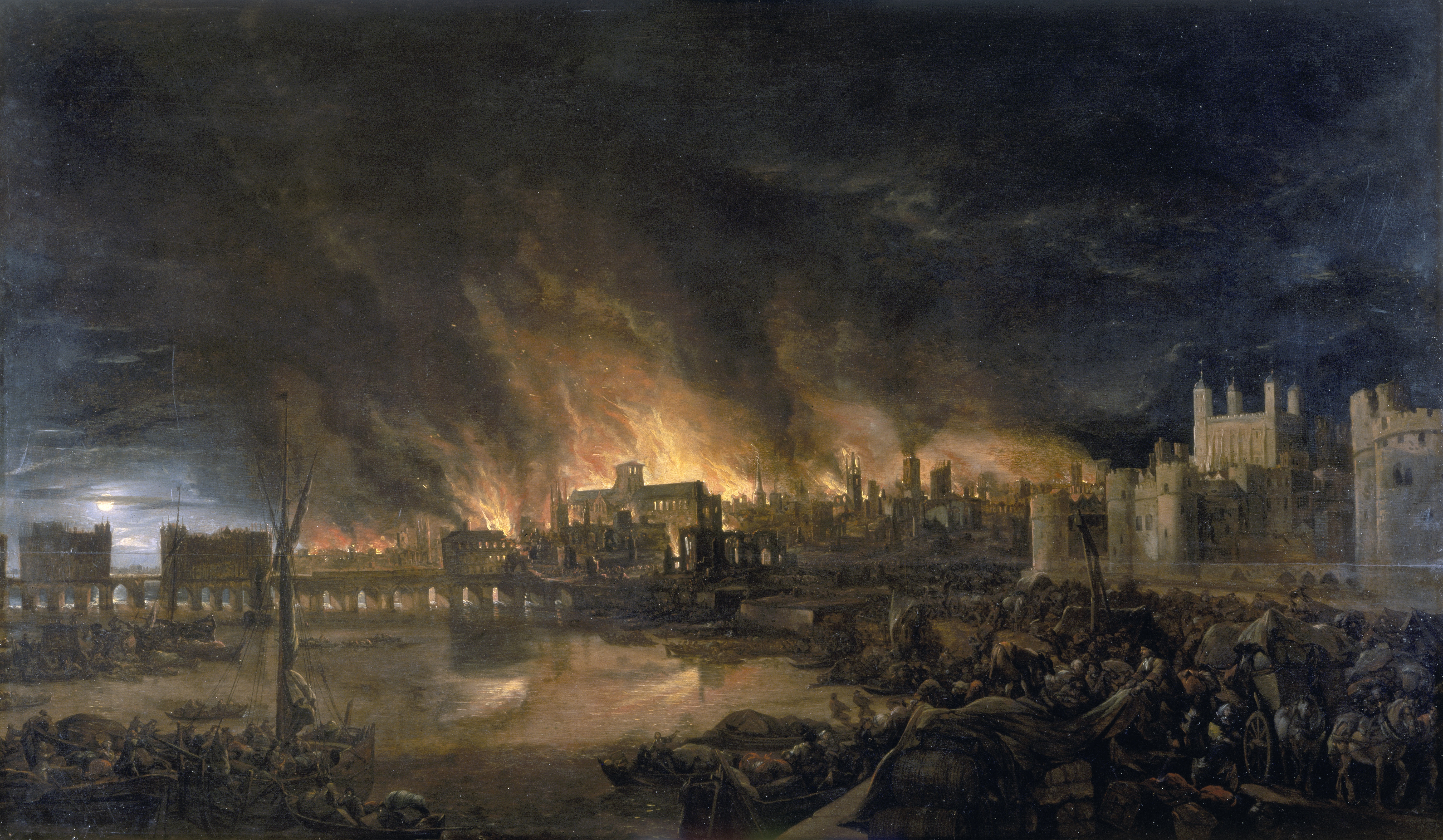
Feuer am Dienstag, dem 4. September 1666; anonymes Gemälde von 1675

Der Große Brand von London (englisch Great Fire of London) war eine Feuersbrunst, die vom Sonntag, 2. September 1666, bis Mittwoch, 5. September 1666, vier Fünftel der City of London zerstörte, darunter die meisten mittelalterlichen Bauten. Das Feuer machte etwa 100.000 Einwohner obdachlos, kostete aber nach offiziellen Zahlen nur wenige Personen das Leben. Einige Monate zuvor war London von einer anderen Katastrophe heimgesucht worden, der letzten Großen Pest.

## Verlauf

### Entstehung und Ausbreitung des Feuers
Der Sommer des Jahres 1666 war heiß und trocken. Ab Ende August blies ein warmer Südwestwind durch London, der von vielen als Pestbringer gefürchtet wurde. Die Feuergefahr hingegen war für die Londoner Teil des täglichen Lebens – Streichhölzer wurden erst 1820 erfunden, Feuer wurden mit Zundern oder mit glühenden Kohlen entfacht, die in Eimern von Haus zu Haus transportiert wurden. Oft ließ man das Herdfeuer aus Bequemlichkeit auch über Nacht weiterglimmen, Brände waren keine Seltenheit. Der Große Brand brach am frühen Sonntagmorgen des 2. September in der Backstube eines königlichen Bäckers in der Pudding Lane nahe dem Themseufer aus. Der Bäcker Thomas Farynor (oder Farrinor, Farryner oder Faryner) hatte wohl die Glut im Backofen übersehen, als er am Abend seine Backstube abschloss. Der Bäcker wurde in der Nacht durch das Feuer geweckt und konnte mit seiner Familie fliehen; seine Hausmagd wurde zum ersten Opfer.
Die Straße Pudding Lane hat ihren Namen vom altenglischen Wort Puddings für Schlachtabfälle und Innereien, die von den nördlich gelegenen Schlachterläden in Eastcheap auf Karren entlang dieser Straße zur Themse transportiert wurden und dabei gelegentlich herunterfielen. Dort wurden sie auf Boote verladen und abtransportiert.
Damals war es üblich, jedes Stockwerk überkragend auf das darunterliegende zu bauen (Stockwerkbauweise). Diese Bauart führte dazu, dass die ohnehin schmalen Gassen nach oben immer enger wurden und die Häuser auf Höhe eines zweiten Stockwerks fast zusammenstießen. Obwohl sowohl das Fachwerk als auch die Gefachung aus Lehmbau schwer entflammbar sind, begünstigten schadhafte Stellen an den Häusern im Armenviertel die Ausbreitung durch Funkenflug. So sprang das Feuer leicht über Straßen und Gassen hinweg; es konnte sich durch den starken Wind und die leicht entflammbaren Baumaterialien der meist aus Holzfachwerk erbauten Häuser schnell ausbreiten.
Innerhalb weniger Stunden zerstörte das Feuer die aus Holz gebauten Häuser der Pudding Lane. Das Star Inn, ein Gasthaus an der London Bridge, brannte ab, und das Feuer griff auf die Thames Street über. In den dortigen Lagerhäusern befindliche Rohstoffe wie Öl, Hanf, Flachs, Pech, Teer, Seile, Hopfen und Weinbrand fachten das Feuer weiter an, das auf die angrenzenden Werften, wo Holz und Kohle gelagert wurden, übergriff. Sir Thomas Bludworth, der Bürgermeister Londons, der aus dem Schlaf geholt wurde, meinte jedoch: „Pish! A woman might piss it out!“ (etwa: „Pah, eine Frau könnte es auspinkeln“) und ging wieder zu Bett.

### Bekämpfung
Löschversuche mit Wasser aus Ledereimern waren praktisch wirkungslos, auch weil die Wasserrohre Londons damals aus Holz und damit oftmals undicht und unzuverlässig waren – nun zerstörte das Feuer auch noch Teile der Zuleitungen. Im Regelfall wurden bei Feuer an bestimmten Punkten der Wasserleitungen Pumpen angeschlossen – eine frühe Form des Hydranten. Im Chaos des Großbrandes jedoch wurden Straßen aufgerissen, um an die Wasserleitungen zu kommen, was den Wasserdruck gegen Null sinken ließ.
Samuel Pepys, der das Feuer schon in der Nacht beobachtet hatte, fuhr am Sonntagvormittag zum Palast von Whitehall, um Karl II. zu sprechen. Die Hofgesellschaft hatte noch nicht vom Brand gehört. Pepys berichtete vom Stand der Dinge und bat im Gespräch mit dem König und dessen Bruder Jakob, dem Herzog von York, die Sprengung von Häuserzeilen anzuordnen, da dies die einzige Möglichkeit sei, das Feuer aufzuhalten.
Danach eilte Pepys zum Bürgermeister, der in der Canning (Cannon) Street Löscharbeiten befehligte und sich beklagte, dass man seinen Anordnungen nicht Folge leiste. Hausbesitzer, deren Güter nicht unmittelbar bedroht schienen, weigerten sich, ihre Häuser einreißen zu lassen. Das Feuer sprang inzwischen schneller von Haus zu Haus als die Retter diese abreißen konnten. Am Sonntagabend beobachtete Pepys „one entire arch of fire from this to the other side of the bridge, and in a bow up the hill, for an arch of above a mile long: it made me weep to see it.“ („ein einziger Bogen von Feuer von hier bis ans andere Ende der Brücke und in einem Bogen den Hügel hinauf, einen Bogen von mehr als einer Meile formend: der Anblick ließ mich weinen.“).

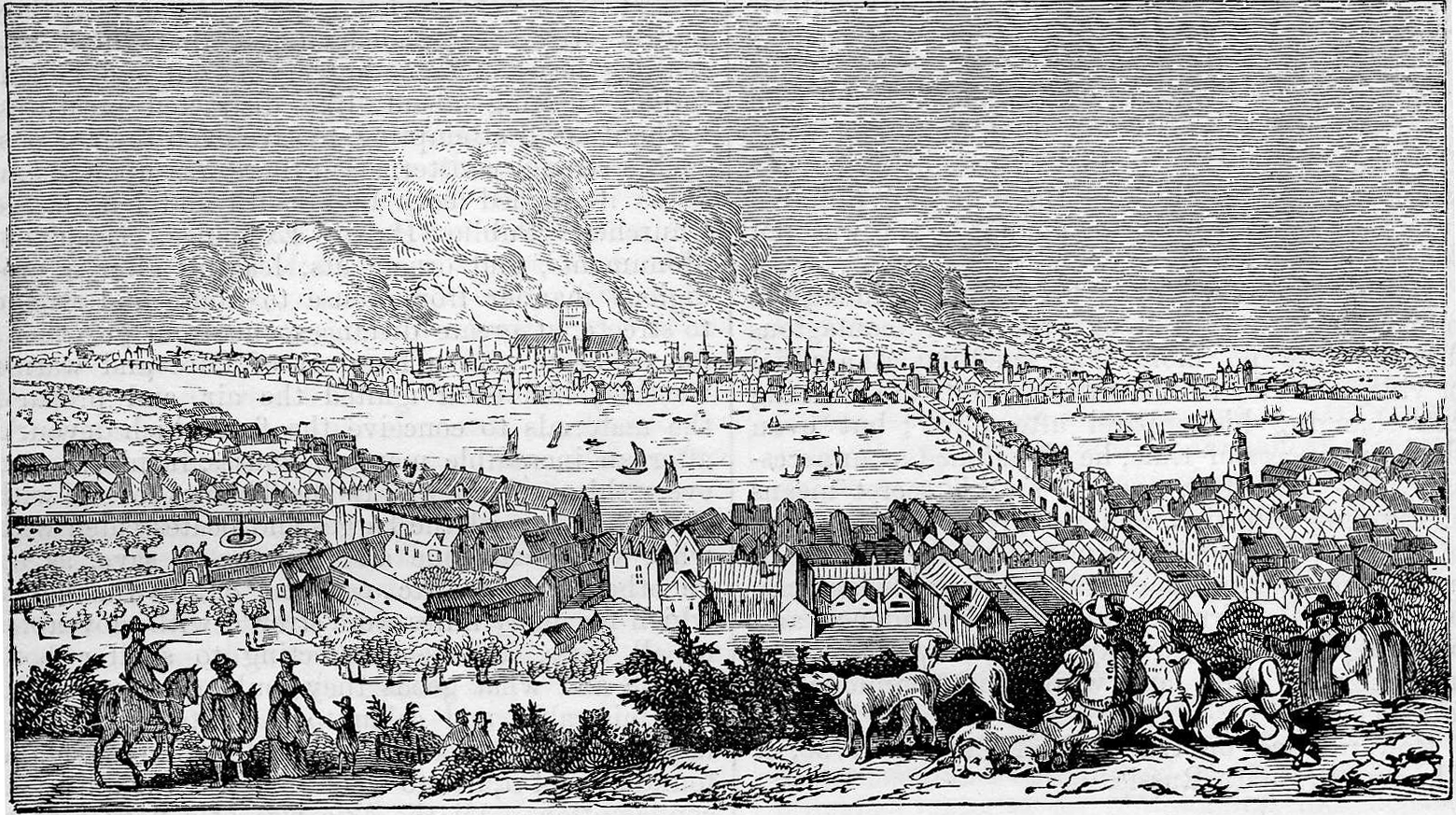
Der Brand vom Südufer der Themse aus

Am Montag wurde klar, dass nur noch die Flucht übrig blieb; die Straßen waren verstopft mit Wagen und Menschen mit ihren Habseligkeiten, der Fluss voll mit Booten. Das Feuer übersprang Cornhill und verschlang das kommerzielle Zentrum Londons, die Royal Exchange, wo sich dieser Zweig des Brandes mit einem östlichen und einem südlichen vereinigte und Cheapside vernichtete. Dienstag war der schlimmste Tag des Feuers; die eingerüstete St Paul’s Cathedral fing Feuer, was auch die in der St Faith’s Chapel gelagerten Vorräte der Londoner Buchhändler komplett vernichtete. Der Schriftsteller und Tagebuchautor John Evelyn schrieb, das geschmolzene Blei sei vom Dach von St Paul’s in Bächen über die rotglühenden Pflastersteine gelaufen und die Steinquader des Gebäudes seien ringsum wie Granaten eingeschlagen. Eines der wenigen Gebäude, die der Hitze widerstanden, war die mittelalterliche Guildhall, in deren Krypta auch die Papiere der Stadt das Feuer überstanden.
Während im Westen der Stadt der König und sein Bruder, dem das Kommando über die Stadt übertragen worden war, relativ erfolglos Löschmaßnahmen koordinierten, vor allem weil der Wind gegen sie arbeitete, war im Nordosten, der windabgewandten Seite, die Chance höher, Objekte zu sichern. Als Beamter der Royal Navy organisierte Pepys gemeinsam mit Admiral William Penn die Sprengung von Häusern rund um das Navy Office am Tower of London. Auf dieselbe Art wurde auch der Tower selbst gerettet. Die dort gelagerten großen Mengen an Schwarzpulver hätten die Katastrophe vergrößert. Am Abend schrieb Pepys seinem Vater einen Brief über die Ereignisse, aber da das Postamt abgebrannt war, konnte der Brief nicht abgeschickt werden („the posthouse being burnt, the letter could not go“).
Als am Mittwoch die Flammen den Palast von Whitehall bedrohten, folgte man den Empfehlungen der Royal Navy und sprengte eine Feuerbresche, die das Feuer aufhielt. Der Wind ließ gegen Mittwochabend nach, so dass nach und nach der Brand unter Kontrolle gebracht und schließlich gelöscht werden konnte.

## Schäden

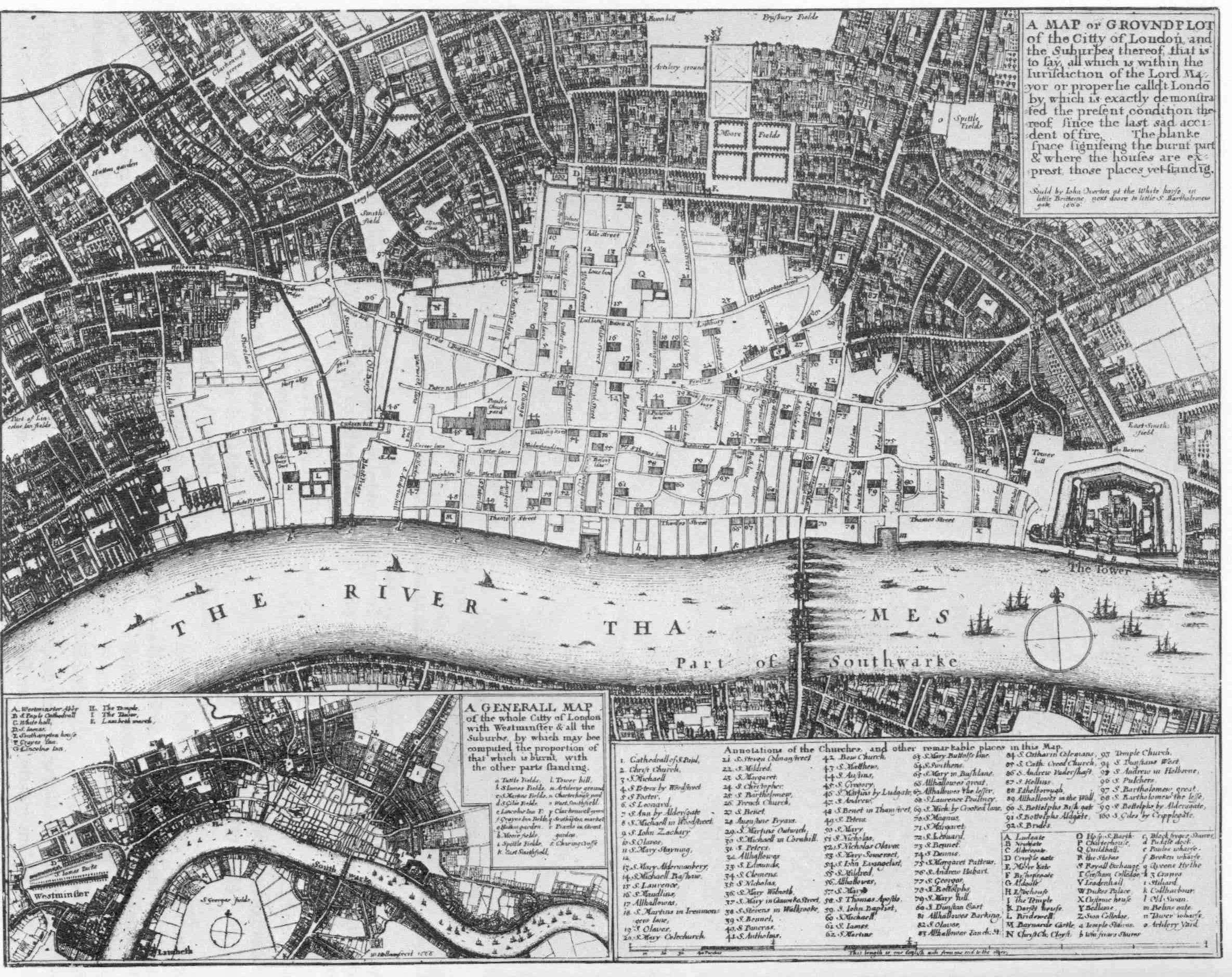
Wenzel Hollar: Stadtplan Londons nach dem großen Brand; die zerstörten Gebiete in Weiß

Der Brand von London im Jahr 1666 zerstörte rund 400 Straßen, 13.200 Häuser und 87 Kirchen, darunter auch die alte St Paul’s Cathedral, das Christ’s Hospital, das Gefängnis von Newgate, das Zollhaus, die Royal Exchange, drei der Stadttore und auch den deutschen Stalhof. Der Tower of London konnte nur gerettet werden, weil man die Häuser ringsherum sprengte. 80 % der Häuser innerhalb der Stadtmauern auf einer Fläche von 1,3 Quadratkilometern brannten nieder und rund 100.000 Einwohner wurden obdachlos. Obwohl nur 4–9 Todesfälle offiziell gemeldet wurden, geht man davon aus, dass es weitaus mehr Opfer gab. Der materielle Schaden wurde auf 10 Millionen Pfund geschätzt, was heute einem Wert von 1,7 Milliarden Pfund entspricht.
John Evelyn beschrieb seinen Besuch der schwelenden Stadt am Donnerstag nach dem Brand als „einen Marsch über Berge von rauchenden Trümmern“ und berichtete, dass der Boden so heiß war, dass selbst seine Schuhsohlen versengt wurden.

## Suche nach einem Schuldigen
Obwohl der Brand offenkundig durch eine Unachtsamkeit in Farynors Bäckerei entstanden war, verbreitete sich rasch die Verschwörungstheorie, die Jesuiten hätten ihn gelegt. Der französische Uhrmacher Robert „Lucky“ Hubert gestand – wahrscheinlich unter der Folter – er sei ein Agent des Papstes und habe das Feuer in Westminster gelegt. Später veränderte er seine Aussage dahingehend, er habe es in der Bäckerei in der Pudding Lane entfacht. Trotz überwältigender Beweise für seine Unschuld wurde er verurteilt und am 27. Oktober 1666 gehängt. Erst nachträglich stellte sich heraus, dass er erst zwei Tage nach dem Brand nach London gekommen war. Virulent wurde der Irrglaube an eine katholische Verschwörung noch einmal zwölf Jahre später in der sogenannten Papisten-Verschwörung. Eine Tafel an dem an das Feuer erinnernden Monument, die die Schuld an dem Feuer den Katholiken zuwies, wurde erst im 19. Jahrhundert entfernt.

## Wiederaufbau

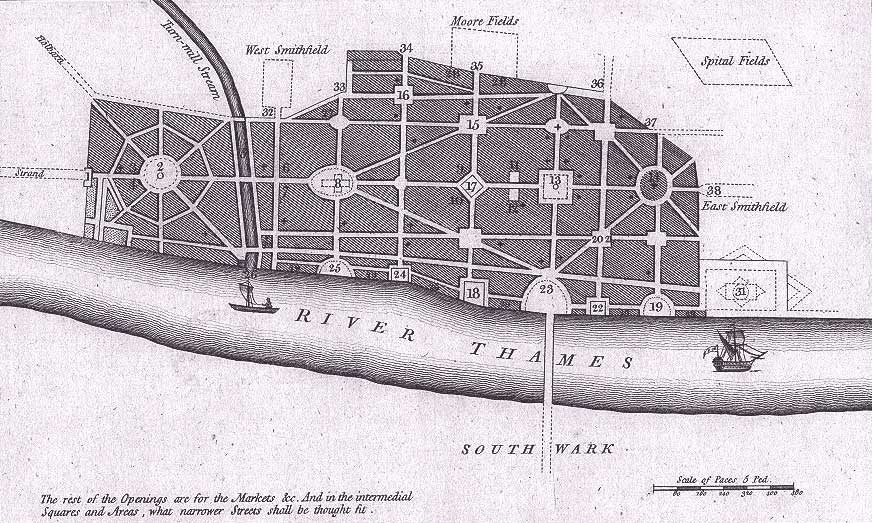
Wiederaufbauplan von John Evelyn

Monument to the Great Fire

Die Aufräumungsarbeiten wurden zunächst den jeweiligen Grundeigentümern überlassen, im November gab der König jedoch hundert Pfund aus, um die immer noch herumliegenden Trümmer wegräumen zu lassen.
Der Wiederaufbau der zerstörten Flächen war für Gelehrte wie den Astronomen und Architekten Christopher Wren, Robert Hooke, John Evelyn, Peter Mills (1598–1670) und Richard Newcourt (um 1610–1679) die Gelegenheit, ihre Pläne für eine Stadt mit weiten Straßenachsen und geometrischen Schmuckplätzen vorzulegen. Wie man an Wenzel Hollars Plan der Stadt nach dem Brand sieht, waren jedoch vielfach Grundmauern erhalten und Straßenzüge erkennbar geblieben. Schon Mitte September hatten sich König, Parlament und die Corporation of London als Vertreter Londons geeinigt, dass ein Plan, der auf bestehende Grundbesitzverhältnisse keine Rücksicht nahm, zu teuer und daher undurchführbar war.
Die Stadt als Körperschaft war in finanziellen Schwierigkeiten – ihre Einkünfte kamen bis zum Ausbruch des Feuers aus Erträgen aus Besitz, der verbrannt war und den Abgaben der Einwohner, die geflohen und in vielen Fällen ruiniert waren. Die Finanzen des Königs waren desolat, und das Parlament war nicht gewillt, die Kosten Londons zu tragen. Da der Staatshaushalt nicht zuletzt von den Steuereinnahmen Londons abhing, war ein schneller Wiederaufbau zwingend.
Am 13. September 1666 proklamierte der König neue Bauvorschriften, in denen Stein und Ziegel als einzige erlaubte Baumaterialien für neue Häuser die Feuergefahr eindämmen sollten. Das Überhängen von Stockwerken wurde verboten, Hauptstraßen mussten eine Mindestbreite haben und am Flussufer sollte ein breiter Kai gebaut werden.
Die genaue Ausarbeitung der Vorschriften wurde einer Kommission aus sechs Personen übertragen. Drei wurden vom König nominiert: Christopher Wren, Hugh May – ein Beamter mit Erfahrungen im Bereich Architektur – und der Architekt Roger Pratt. Die drei weiteren wurden von der Stadt bestellt: Robert Hooke, Kurator der Royal Society, und zwei Männer mit Lokalkenntnissen, Edward Jerman (um 1605–1668) und Peter Mills, der Stadtvermesser.
Am 8. Februar 1667 wurde der First Rebuilding Act vom Parlament beschlossen. Er legte drei Arten von Standardhäusern fest, mit geregelten Stockwerkshöhen und Wandstärken und einem Maximum von vier Etagen. Er beinhaltete auch Vorgaben, wie Streitigkeiten zwischen Nachbarn um Grundstücksverläufe zu regeln seien, und schrieb vor, dass einzeln neuerbaute Häuser auf beiden Seiten Ziegel vorstehen lassen mussten, um später daneben gebauten Häusern „Anschluss“ zu geben.
Handwerkern, die sich am Wiederaufbau beteiligten, wurde die Bürgerschaft für sieben Jahre angeboten. Eine Steuer auf Kohle, die in London gelöscht wurde, glich einen Teil des enormen Verlustes aus. Ein Teil dieser Steuer wurde auch für den Wiederaufbau der St Paul’s Cathedral verwendet, die Christopher Wren neben vielen anderen Kirchen und Gebäuden errichtete. Gemeinsam mit Hooke baute er zudem auch das Monument, das als Erinnerung an das Große Feuer entstand. Die Höhe des Monuments (62,15 m) entspricht der Distanz zwischen seinem Standort und der ehemaligen Bäckerei Thomas Faryners in der Pudding Lane, wo das Feuer ausbrach.

## Erinnerung, Wiederverwendung des Begriffs

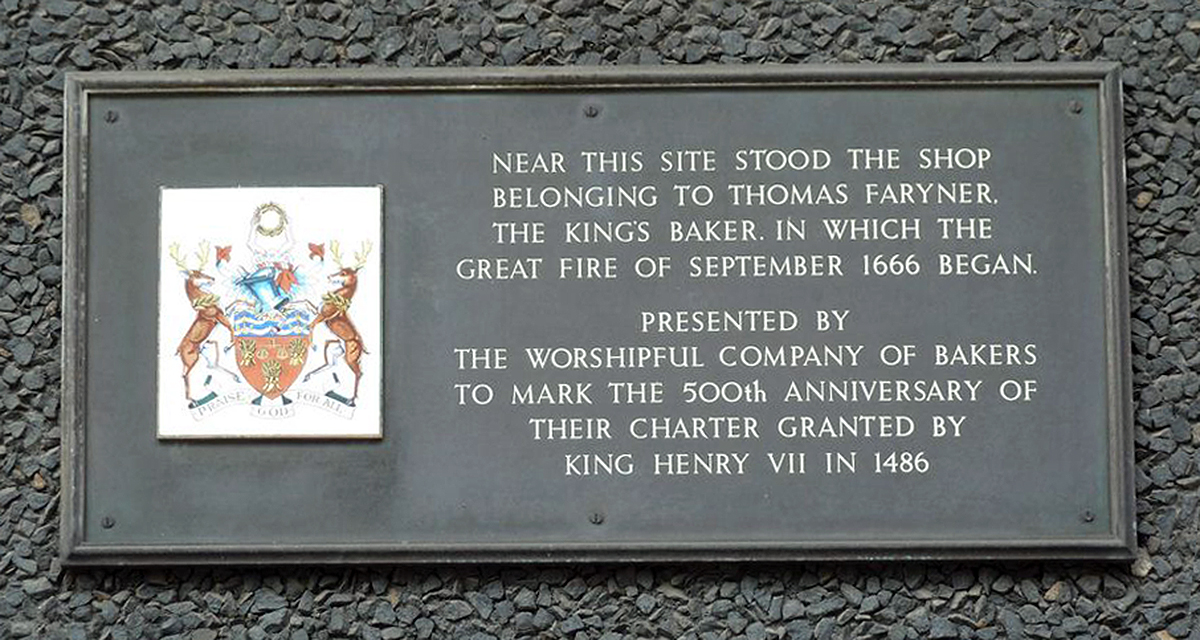
Gedenktafel an den Ursprung des Feuers in Faryners Backstube

An der Ecke Pudding Lane und Monument Street befindet sich heute eine Gedenktafel am Gebäude der Lloyds Banking Group, um an den Ausbruch des Brandes in Faryners Backstube zu erinnern. Das Gebäude der Lloyds Banking Group trägt den offiziellen Namen Faryners House, der neben dem Eingang auf einem großen Stein zu sehen ist.
Bei den Luftangriffen im Zweiten Weltkrieg (The Blitz) seit September 1940, vor allem auf London, wurden die Schäden vom 29. auf den 30. Dezember 1940 ein Zweiter Brand genannt. Die deutschen Angriffsserien galten bald nicht mehr nur den Häfen am East End und führten immer wieder zu Flächenbränden. Durch die Veröffentlichung eines Fotos der intakten Kuppel der St.-Paul’s-Kathedrale von diesem Tag am 31. Dezember 1940 wurden der Überlebenswille und die Kampfmoral der Stadtbevölkerung trotz der verheerenden Schäden gestärkt. Die Schlagzeile im Daily Mail lautete:
„War's Greatest Picture: St Paul's Stands Unharmed in the Midst of the Burning City“
(Auf Deutsch etwa: Das größte Bild dieses Krieges – St. Paul’s steht unbeschädigt in der Mitte der brennenden Stadt).